# Alexander Besser
Eduard Alexander Besser (* 27. Oktober 1899 in Forst/Lausitz; † 8. Juli 1978 in Offenbach) war ein deutscher Jurist und Journalist.

## Leben
Alexander Besser wurde als Sohn von Julius Besser und seiner Ehefrau Sara, geb. Doctor, eine liberal jüdische Familie, in Forst geboren und wuchs in der Mark Brandenburg auf. Zunächst studierte er Rechts- und Staatswissenschaften an der Universität Breslau, später an der Universität Berlin. 1927 wurde er mit einer Schrift zu Max Ernst Mayers Kulturnormentheorie promoviert und ließ sich in Berlin als Rechtsanwalt nieder. Von 1931 bis 1932 arbeitete er in der Geschäftsführung der Vollstreckungsbehörde der Berliner Anwaltschaft. Nach der Machtergreifung durch die Nationalsozialisten erhielt er Berufsverbot. Nun arbeitete er im Auswanderungsamt (Palästina-Amt der Jewish Agency for Palestine), das vom Reichsinnenministerium als gemeinnützige Beratungsstelle anerkannt war. 1938 floh er, da seine persönliche Sicherheit bedrohlich wurde, nach Palästina ins Exil, wo er sich in Tel Aviv bei der Zeitschrift „Hakidmah“ dem Journalismus zuwandte. 1950 kehrte er nach Deutschland zurück und wurde in Frankfurt am Main als Rechtsanwalt für eine amerikanische Behörde zugelassen, arbeitete aber auch als Wirtschaftsjournalist für die „Allgemeine Wochenzeitung der Juden in Deutschland“ sowie als Kommentator für Hörfunk und Fernsehen (Südwestfunk, HR-Fernsehen, Westdeutscher Rundfunk und Deutschlandfunk) und wurde so einer breiten Öffentlichkeit bekannt. 1964 heiratete er Rita Heinze und zog mit ihr nach Walldorf-Mörfelden. Alexander Besser starb 1978 bei einem Verkehrsunfall in Offenbach. Seine Frau Rita rief die "Dr. Alexander Besser und Rita Besser-Stiftung" zur Förderung von Bildung und Erziehung ins Leben.
Peter Härtling setzte ihm mit dem Roman „Felix Guttmann“ ein literarisches Denkmal.

## Erinnerungen
- Alexander-Besser-Weg in Walldorf-Mörfelden
- Stolperstein im Gehweg vor seinem Haus in Walldorf-Mörfelden